# Rostokino Akvædukt
Rostokino Akvædukt er en stenakvædukt over Yauzafloden i distriktet Rostokino i Moskva, Rusland, som blev bygget i perioden 1780-1804. Det er den eneste tilbageværende akvædukt i Moskva, som var del af Mytisjtjis vandforsyning, hvilken var Moskvas første centraliserede vandværk.

## Historik
Katharina 2. af Rusland bestilte akvædukten hos ingeniør Friedrich Wilhelm Bauer. Katharina afsatte 1,1 millioner rubler samt 400 soldater til projektet. Man brugte brugte sten fra nedbrydningen af Den Hvide By. Opførelsen, der ofte blev afbrudt, tog 25 år, eftersom soldaterne, der blev anvendt til opførelsen blev kaldt til fronten i den Den russisk-tyrkiske krig (1787-1792) og lignende jobs. I mellemtiden døde både Katharina og Bauer. Oberst Ivan Gerard styrede projektet efter Bauers død i 1783. Katharinas søn, Paul I, måtte spæde til med 400.000 rubler til finansieringen; Alexander I yderligere 200.000 rubler. Da akvædukten stod færdig var omkostningerne løbet op i 2 millioner rubler, hvorfor den fik tilnavnet Millionny Broen.

## References
1. ↑  Moscow Water Museum data, Water Museum
2. ↑  Moscow Water Museum figure. Other sources put it at 1.60 and 1.648 million roubles

55°49′44″N 37°39′22″Ø / 55.829°N 37.656°Ø